# مسجد المغرب (نواكشوط)
مسجد المغرب هو مسجد يقع في الجزء الجنوبي الأوسط من نواكشوط، موريتانيا. يقع جنوب مسجد ولد عباس بالقرب من سوق المغرب وبجوار المركز الثقافي المغربي.